# Luís Henrique Ferreira de Aguiar
Luís Henrique Ferreira de Aguiar (Rio de Janeiro, 8 de outubro de 1812 — Nova Iorque, 6 de agosto de 1875) foi o Cônsul-Geral do Império do Brasil nos Estados Unidos, de 1842 até a sua morte.
Ingressou no serviço diplomático brasileiro com sua nomeação como adido de primeira classe nos Estados Unidos, em 28 de novembro de 1837. Em 16 de abril de 1841, foi incumbido do Consulado-Geral do Império do Brasil nos EUA, sediado em Nova Iorque, e em 12 de abril do ano seguinte foi nomeado Cônsul-Geral naquele país. Ausentou-se do cargo entre 10 de março de 1852 e 14 de novembro de 1854, havendo sido substituído naquele período por Antonino José de Miranda Falcão.
Era estimado pelo Presidente Lincoln e pelo Secretário de Estado Seward, havendo tratado, com este último, questões acerca de navios estadunidenses em portos brasileiros durante a Guerra de Secessão americana.
Aguiar era comendador da Ordem da Rosa e cavaleiro da Ordem de Cristo do Brasil, cavaleiro da Ordem da Conceição de Portugal e membro de várias sociedades geográficas.

## Vida privada
Em 1839, casou-se com Emeline Wilke, que veio a falecer alguns anos mais tarde, deixando-lhe dois filhos.
Faleceu em Nova Iorque, ao cabo de uma longa enfermidade, havendo sido sepultado no Calvary Cemetery, em Queens.